# شيلا بيرسي سامرز
شيلا بيرسي سامرز (بالإنجليزية: Sheila Piercey Summers)‏ كانت لاعبة كرة مضرب جنوب أفريقية. كما أنها إحدى بطلات الجراند سلام.

## بطولات حققتها
- دورة رولان غاروس الدولية
- بطولة ويمبلدون

## النهائيات

### الزوجي المختلط (الألقاب 3)
| الحصيلة | السنة | البطولة                  | الأرضية | الشريك      | المنافس                            | النتيجة        |
| ------- | ----- | ------------------------ | ------- | ----------- | ---------------------------------- | -------------- |
| الفوز   | 1947  | دورة رولان غاروس الدولية | ترابية  | إريك ستارجس | يادفيغا جيدزوسوكا كريستيان كاراليس | 6–0, 6–0       |
| الفوز   | 1949  | دورة رولان غاروس الدولية | ترابية  | إريك ستارجس | جان كوارتير جيري أوكلي             | 6–1, 6–1       |
| الفوز   | 1949  | ويمبلدون                 | عشبية   | إريك ستارجس | لويز بروف جون بروميتش              | 9–7, 9–11, 7–5 |